# Ervin Rustemagić

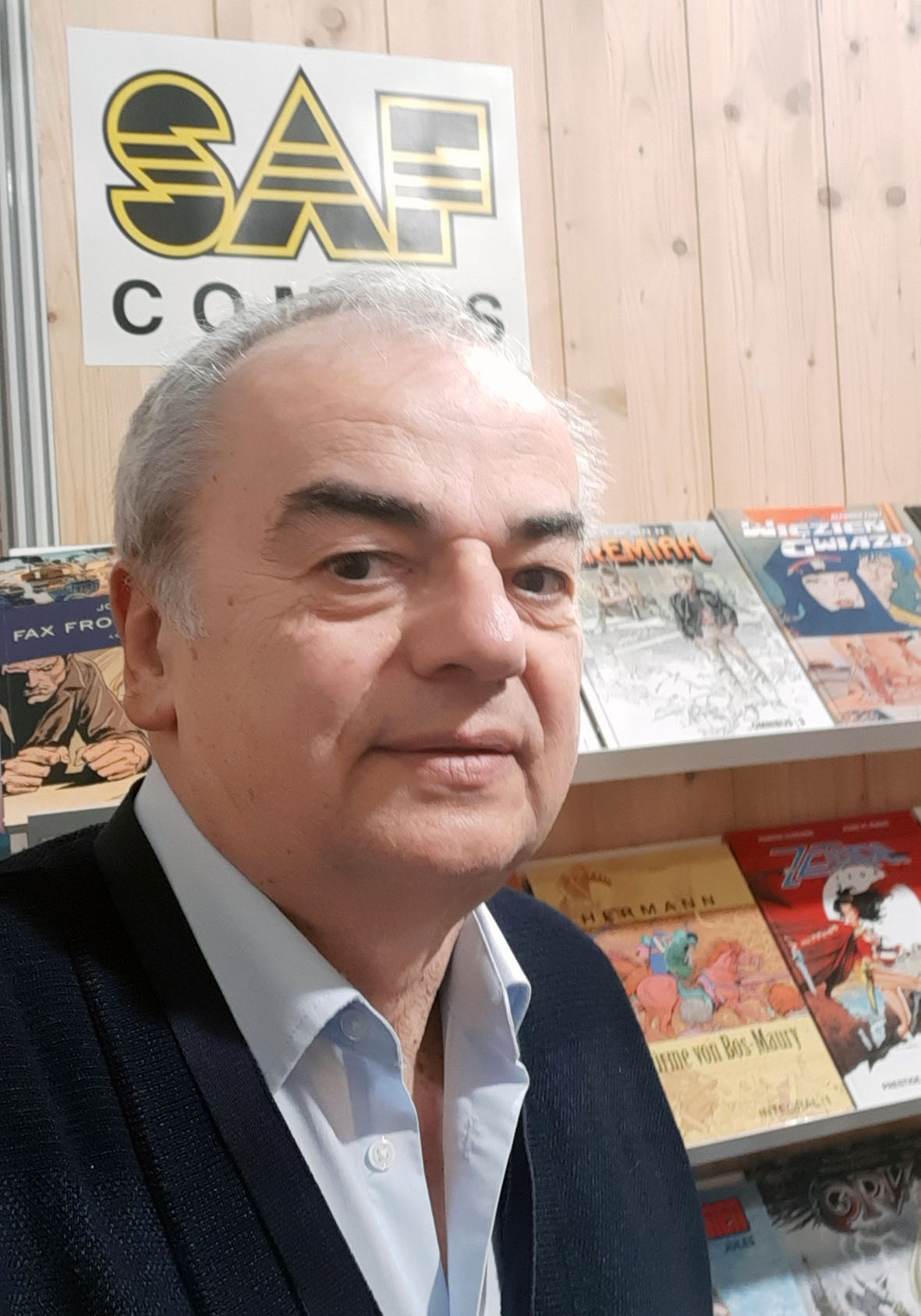
Ervin Rustemagić

Ervin Rustemagić (1952 in Sarajevo – 26. Juli 2025) war ein bosnischer Comicverleger und Rechteverwerter.
Ervin Rustemagić gründete 1972 in Sarajevo den Comicverlag und Rechteverwerter Strip Art Features. 1992 gerieten Rustemagić und seine Familie während des Bosnienkrieges bei der Belagerung von Sarajevo unter serbischen Dauerbeschuss, das Gebäude seines Verlags wurde zerstört. Die Familie konnte 1993 nach Kroatien fliehen. Jene Erlebnisse wurden 1996 in der Graphic Novel Fax from Sarajevo von Joe Kubert nacherzählt. Der Verlag konnte in Slowenien weiterbetrieben werden.
1997 gründete Rustemagić zusammen mit Scott Mitchell Rosenberg die Rechteverwertung Platinum Studios in Los Angeles. Hier werden die Rechte von Dylan Dog, Cowboys & Aliens und Jeremiah lizenziert.
2015 gründete er für den deutschen Comic-Markt einen Ableger des Verlags Erko, welcher bereits in den Niederlanden und Frankreich aktiv war.
Ervin Rustemagić erlag 2025 seinem Krebsleiden.